# Johan Peter Koch

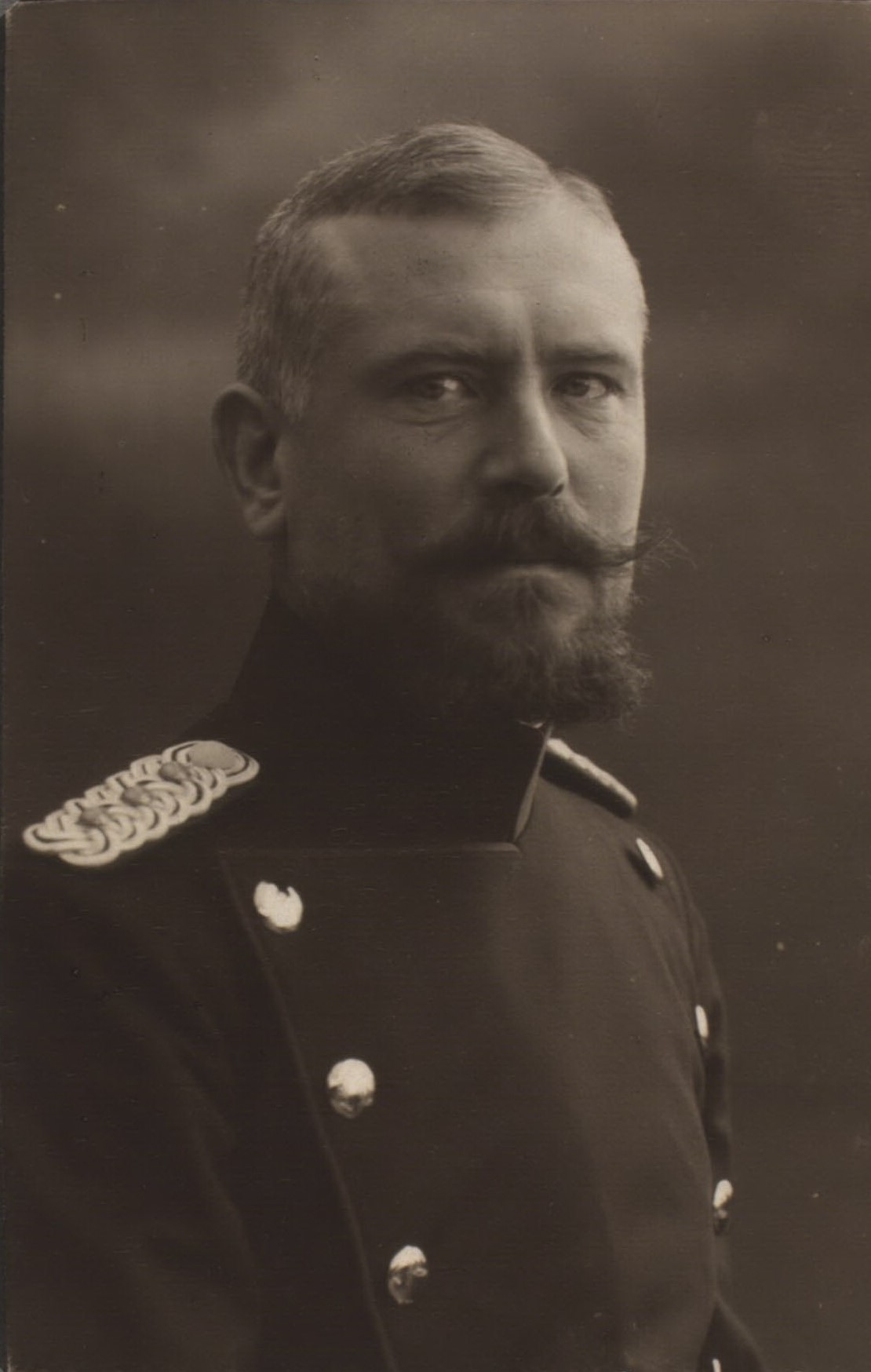
Johan Peter Koch
Foto: Sophus Juncker-Jensen

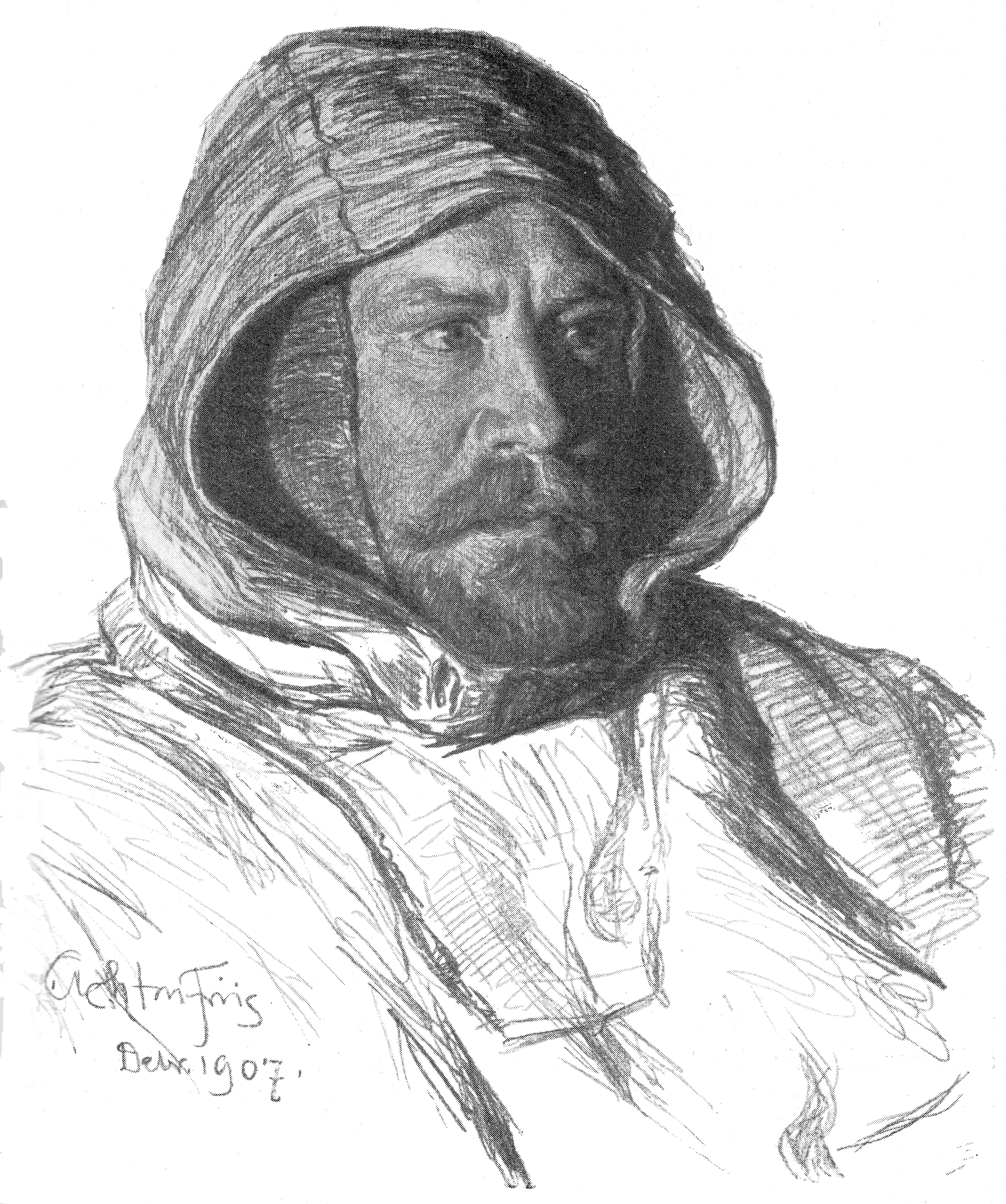
Johan Peter Koch
Zeichnung: Achton Friis, 1907

Johan Peter Koch (* 15. Januar 1870 in Vestenskov bei Nakskov; † 13. Januar 1928 in Kopenhagen) war ein dänischer Offizier, Kartograf und Polarforscher. Er nahm an drei Expeditionen nach Grönland teil und überwinterte 1912/1913 als Erster auf dem grönländischen Eisschild, den er an seiner breitesten Stelle überquerte.

## Leben

### Herkunft und Ausbildung
Johan Peter Koch war der Sohn des Pfarrers Carl Bendix Koch (1835–1912) und dessen Frau Elise Knudine de Teilmann (1835–1873). Als er drei Jahre alt war, starb seine Mutter, und der Vater heiratete 1875 erneut.
Im Alter von 15 Jahren ging Koch zur Marine, wo er wegen seiner Farbenfehlsichtigkeit aber keine Zukunft hatte. Er versah seinen Militärdienst bei der Königlichen Leibgarde und schlug anschließend die militärische Laufbahn ein. Bereits 1890 wurde er zum Premierleutnant befördert. 1899 schloss er die Offiziersschule ab.

### Amdrups Ostgrönlandexpedition 1900

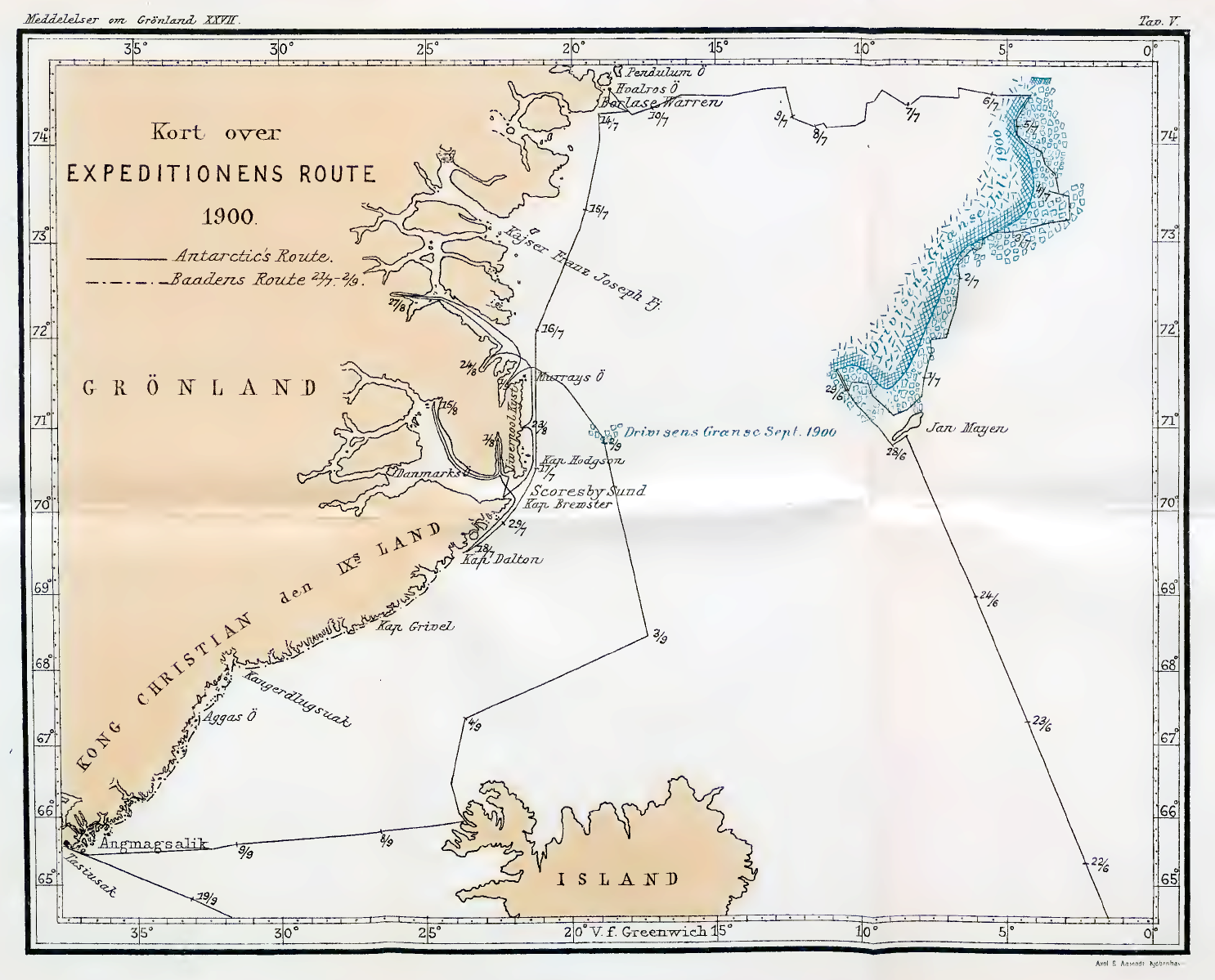
Die Routen der Antarctic und der Aggas auf Amdrups Ostgrönlandexpedition von 1900

Im Jahr 1900 schloss Koch sich einer von der Carlsberg-Stiftung finanzierten Expedition nach Ostgrönland an, deren wichtigstes Ziel es war, den noch unbekannten Verlauf der Küste zwischen dem 66. und 70. Breitengrad zu vermessen. Dieser Abschnitt der grönländischen Ostküste ist besonders unzugänglich, da die Eisdrift des Ostgrönlandstroms in der Dänemarkstraße beschleunigt und verdichtet wird. Die vom Marineoffizier Georg Carl Amdrup geleitete Expedition verließ Kopenhagen auf der Antarctic am 14. Juni 1900. Über Jan Mayen fuhr das Schiff zur grönländischen Küste, die am 11. Juli bei 74° Nord erreicht wurde. Die Expedition besuchte zunächst die Sabine Ø, um pflanzliche Fossilien aus dem Tertiär zu sammeln, und fuhr dann nach Süden zum Kap Dalton. Von hier aus erkundete Amdrup mit Ejnar Mikkelsen und zwei weiteren Männern die Küste in Richtung Südwesten im offenen Boot Aggas, während Koch auf der Antarctic, die nun unter dem Kommando des Botanikers Nikolaj Hartz stand, den Küstenverlauf in nördlicher Richtung kartierte. Ihm zur Seite stand der schwedische Geologe Otto Nordenskjöld. Das Schiff fuhr zunächst in den Scoresbysund ein, erkundete Hurry Inlet und nahm den Verlauf der Küste Jameson-Lands bis zur Nordostbucht auf. Anschließend wurde der Sund verlassen und die Liverpoolküste vermessen. Nach der Kartierung des Carlsberg-, Nathorst- und Flemingfjords erforschte die Expedition den König-Oscar-Fjord. Anfang September fuhr die Antarctic über Island nach Ammassalik und nahm die Teilnehmer an der Bootsexpedition wieder auf, die 730 km unbekannter Küste vermessen hatten.
Von 1902 bis 1904 führte Koch im Auftrag des dänischen Generalstabs topografische Vermessungsarbeiten im Süden Islands im Bereich des Skeiðarársandur und des Vatnajökull durch.

### Die Danmark-Expedition 1906–1908

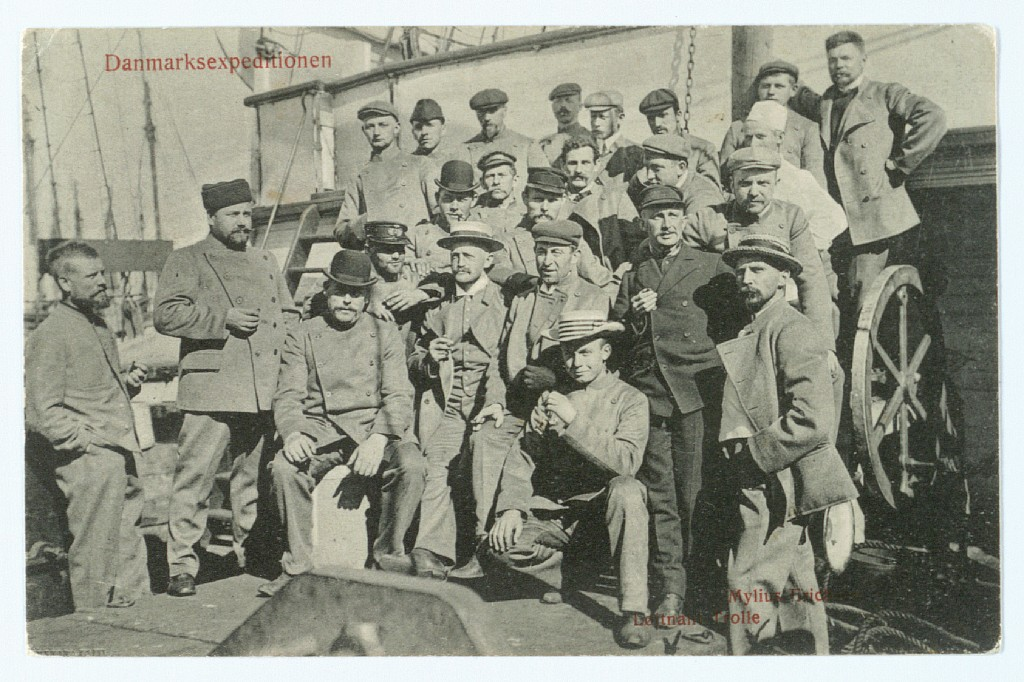
Die Mannschaft der Danmark-Expedition, ganz links Johan Peter Koch, vorn rechts Ludvig Mylius-Erichsen

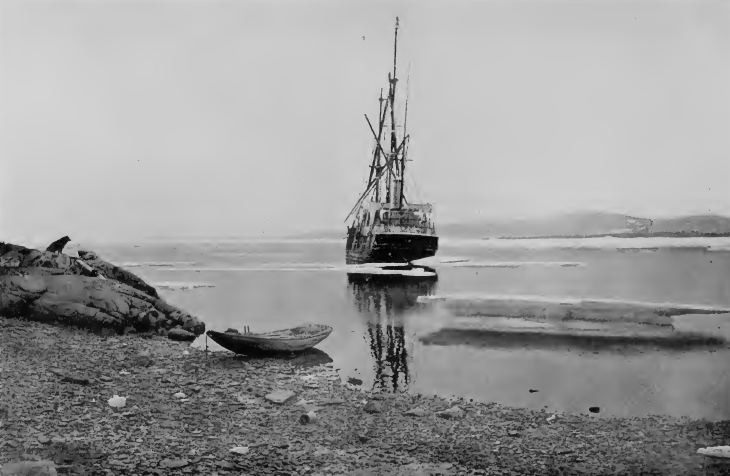
Die Danmark im August 1907

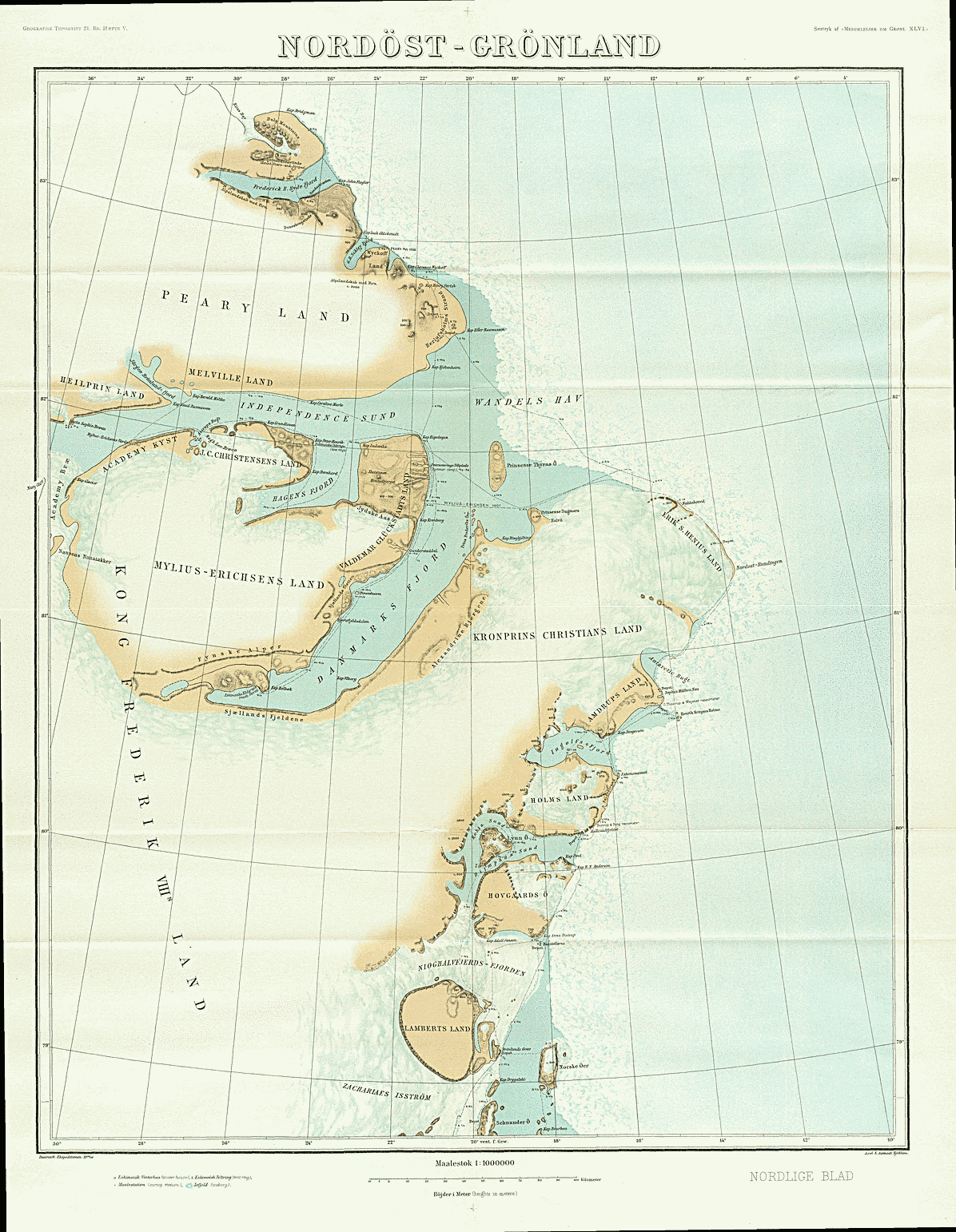
Kochs Karte von Nordostgrönland

1906 schickte Dänemark eine Expedition unter Leitung Ludvig Mylius-Erichsens nach Ostgrönland. Die Aufgabe der nach ihrem Schiff Danmark benannten Expedition bestand vor allem darin, die Frühjahresmonate des Jahres 1907 dazu zu nutzen, die letzte unbekannte Küste im Nordosten der Insel zu vermessen. Im Sommer sollte sie mit der Danmark zum weiter südlich gelegenen Franz-Josef-Fjord fahren, um auch diesen genauer zu erforschen. Im darauffolgenden Winter und Frühling sollte das Inlandeis erstiegen und erforscht und von einer kleinen Gruppe bis zur Westküste überquert werden. Kochs Aufgabe war die Leitung aller Vermessungsarbeiten. Der erste Stellvertreter Mylius-Erichsens war Kapitän Alf Trolle (1879–1949), Kochs herausragende Position kam aber dadurch zum Ausdruck, dass alle Männer einschließlich des Expeditionsleiters die gleiche Bezahlung erhielten, Trolle und Koch aber ein zusätzliches Salär zugestanden wurde.
Die Danmark verließ Kopenhagen am 24. Juni 1906. Koch, der gut deutsch sprach, teilte die Kajüte mit Alfred Wegener, dem späteren Entdecker der Kontinentaldrift, der als Meteorologe an der Expedition teilnahm. Es gelang, das Treibeis des Ostgrönlandstroms zu passieren, und am 12. August traf man bei der Insel Store Koldewey auf offenes Wasser. Nachdem die Danmark drei Tage nach Norden gefahren war, startete Koch als Leiter einer sechsköpfigen Gruppe zu einer Fahrt mit dem Motorboot, um die Küste Germania Lands zwischen der Île de France und Kap Bismarck zu kartieren. Die sich verschlechternden Eisverhältnisse führten dazu, dass das Boot am Kap Marie Valdemar zurückgelassen werden musste. Koch führte die Gruppe über das küstennahe Festeis und stieß nach zwölf Tagen wieder zum Rest des Expeditionsteams. Nach dieser ersten Bewährungsprobe ging Koch energisch an die Durchführung der Vermessungsarbeiten. Er leitete eine Gruppe von  Helfern an, die rund um das Basislager in Danmarkshavn im Süden Germania Lands ein Netz von Triangulationspunkten aufbauten, die durch Steinpyramiden markiert wurden. Auf mehreren Boots- und Schlittenreisen leitete er die Vermessung der Küste und legte Vorratsdepots für die großen Schlittenfahrten des kommenden Frühlings an. Eine längere Schlittenreise führte vom 13. November bis 4. Dezember 1906 zu den Pendulum Øer im Süden. Mylius-Erichsen wollte die für die Baldwin-Ziegler-Expedition errichteten Depots auf Shannon und Bass Rock inspizieren sowie Post und einen vorläufigen Expeditionsbericht für den Fall hinterlegen, dass ein Walfänger Shannon anlief. Koch wollte mit Wegener magnetische Messungen in Germaniahavn auf der Sabine Ø vornehmen, wo bereits Edward Sabine 1823 und eine deutsche Expedition unter Leitung von Carl Koldewey 1869/70 gleiches getan hatten. Den 315 km langen Rückweg schafften Koch, Wegener und Gustav Thostrup (1877–1955) in nur fünf Tagen. Die Unternehmung war laut Wegeners Biografen Ulrich Wutzke die erste von Europäern durchgeführte Schlittenreise während der Polarnacht.
Im Januar und Februar 1907 beteiligte sich Koch am Anlegen weiterer Versorgungsdepots nördlich von Danmarkshavn. Mit Mylius-Erichsen stellte er die Mannschaft für die Entdeckungsfahrt zu der noch unbekannten Nordostküste Grönlands zusammen. Die Gruppe aus zehn Männern mit vier Zelten, zehn Schlitten und 86 Hunden verließ Danmarkshavn am 28. März. Es stellte sich bald heraus, dass die Planung Mylius-Erichsens zu optimistisch war. Die Männer kamen langsamer voran als gehofft. Nachdem zwei Unterstützungsteams zurückgeschickt worden waren, trennten sich die zwei verbliebenen Gruppen am 1. Mai nordwestlich von Grönlands Ostkap Nordostrundingen. In Anbetracht des wenigen verbliebenen Proviants hatte Koch vorgeschlagen, mit seinem Team umzukehren, und Mylius-Erichsen den Großteil der Vorräte zu überlassen. Dieser hatte das aber in der Hoffnung auf baldigen Jagderfolg abgelehnt und darauf bestanden, das Gebiet mit zwei Teams zu erforschen. Koch schlug mit dem grönländischen Schlittenführer Tobias Gabrielsen und dem Maler Aage Bertelsen den Weg nach Nordwesten ein, um bei Kap Bridgman den Anschluss an Robert Pearys Karte zu schaffen, während die von Mylius-Erichsen geführte Gruppe sich – der Küste folgend – direkt nach Westen wandte. Beide Gruppen hatten nur noch Proviant für 15 Tage, so dass Koch sich gezwungen sah, die Tagesrationen zu halbieren. Am 2. Mai meinte Koch, in nordöstlicher Richtung eine unbekannte Insel zu sehen. Der Versuch sie zu erreichen, wurde wegen der schwierigen Eisverhältnisse aber aufgegeben. Als Fata-Morgana-Land, das später auch andere Polarforscher zu sehen glaubten, wurde es noch bis 1938 vergeblich gesucht, als Lauge Koch eigens zwei Aufklärungsflüge von Spitzbergen nach Nordostgrönland durchführte. Über das Meereis erreichte Johann Peter Kochs Gruppe am 7. Mai Peary Land. Am Nachmittag gelang es, sechs Moschusochsen zu schießen, am nächsten Tag noch einmal elf. Am 12. Mai fand Koch Pearys Steinpyramide am Kap Clarence Wyckhoff und entnahm ihr dessen Nachricht vom 22. Mai 1900. Damit war die Lücke zwischen Pearys östlichstem und Julius Payers nördlichstem Punkt (am Kap Bismarck) geschlossen und bewiesen, dass Grönland eine Insel ist. Die Gruppe setzte den Marsch noch drei Tage bis zum Kap Bridgman fort, weil Peary aufgrund von Nebel hier keinen genauen Küstenverlauf vermessen hatte. Krank und geschwächt begab sich die Gruppe auf den Rückweg und traf am 27. Mai am Kap Rigsdagen überraschend auf Mylius-Erichsen, Niels Peter Høeg-Hagen und Jørgen Brønlund. Mylius-Erichsen entschied sich, die Reise noch für zwei bis drei Tage fortzusetzen und  den Independence Fjord zu erforschen. Koch dagegen kehrte mit seiner Gruppe an der Küste entlang zum Schiff zurück. Schneeblindheit und aufbrechendes Festeis am Mallemukfjeld erschwerten die Fahrt, aber am 23. Juni erreichte die Gruppe das Expeditionscamp am Danmarkshavn. Einsetzendes Tauwetter machte es Mylius-Erichsen unmöglich, die Rückreise vor dem Herbst anzutreten. Am 22. September ging ihm eine Hilfsexpedition entgegen, musste jedoch am 17. Oktober umkehren, da sie offenes Wasser am Mallemukfjeld nicht passieren konnten. Zur selben Zeit wurden Mylius-Erichsen und seine Kameraden auf der Nordseite dieses Bergs vom selben offenen Wasser aufgehalten und entschlossen sich, einen Weg über das Inlandeis zu suchen.
Neben der Ungewissheit um das Schicksal der Gruppe um Mylius-Erichsen war die Expedition mit einem zweiten Problem konfrontiert. Die Danmark war im Sommer nicht aus dem Eis freigekommen und es war zu befürchten, dass das auch im kommenden Sommer so wäre. Es wurden Pläne geschmiedet, das Schiff in diesem Fall zu verlassen und darauf zu hoffen, auf einer der südlicher gelegenen Inseln von einem Walfänger aufgenommen zu werden. Um seine Verantwortung zu teilen, ließ Kapitän Trolle von der Mannschaft einen vierköpfigen Rat wählen, mit dem er fortan alle wichtigen Fragen besprach. Aufgrund seiner unumstrittenen Autorität gehörte Koch diesem Rat an. Am 10. März 1908 startete die zweite Rettungsexpedition für Mylius-Erichsen, bestehend aus Koch und Gabrielsen. Sie folgten der Kette von Versorgungsdepots entlang der Küste, da sie davon ausgingen, dass Mylius-Erichsen diesen Weg gewählt hatte. Am Depot in Lambert-Land fanden sie den Leichnam von Jørgen Brønlund. Aus dessen Tagebuch ging hervor, dass Høeg-Hagen am 15. November 1907 gestorben war und Mylius-Erichsen zehn Tage später. Koch fand auch die Landaufnahmen und Kartenskizzen Høeg-Hagens, mit deren Hilfe er 1911 eine Karte Nordostgrönlands publizieren konnte. Da eine Suche nach Mylius-Erichsen und Høeg-Hagen aussichtslos war, kehrte Koch nach Danmarkshavn zurück.
Das ursprünglich vorgesehene Programm der Expedition war durch den tragischen Tod ihres Leiters nicht mehr zu erfüllen. Die wissenschaftlichen und kartografischen Arbeiten wurden im Frühjahr 1908 aber fortgeführt. Koch entschloss sich zu einem Marsch am gerade entdeckten See Annekssø entlang über das Inlandeis zum Ymer-Nunatak. In Begleitung von Peter Freuchen und Jens Gundahl Knudsen (1876–1948) brach er am 24. April mit Schlitten, aber ohne Hunde auf. Das Vorankommen erwies sich als schwierig, besonders der Ausflussgletscher Storstrømmen war voller Gletscherspalten – Freuchen stürzte zweimal ab, war aber durch ein Seil gesichert. Vom 17. bis 20. Mai wurde der Ymer-Nunatak vermessen und untersucht. Am 5. Juni war die Gruppe mit reicher wissenschaftlicher Ausbeute wieder am Schiff. Im Juli öffnete sich das Eis, so dass die Danmark nach Kopenhagen zurückkehren konnte.

### Die dänische Expedition nach Königin-Louise-Land 1912–1913

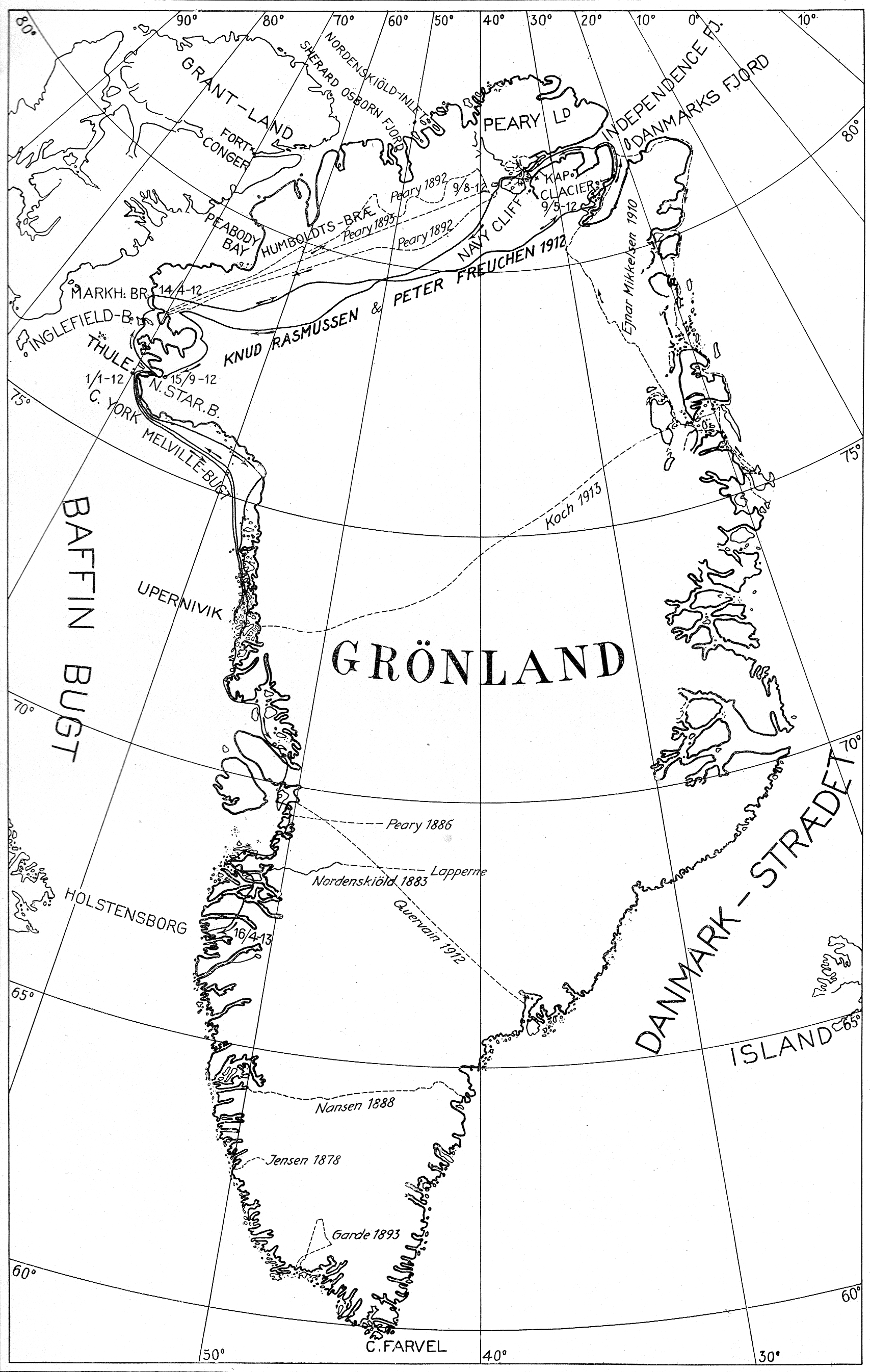
Karte mit den Routen der Grönlanddurchquerungen bis 1913

Von 1908 bis 1912 war Koch Lehrer an der Offiziersschule des dänischen Heeres. In dieser Zeit beschäftigte er sich auch intensiv mit der Bearbeitung der wissenschaftlichen Ergebnisse der Danmark-Expedition. Als er im April 1911 bei Wegener in Marburg zu Besuch war, um Einzelheiten zu besprechen, entstand der Plan zu einer neuen Expedition, die sich mit glaziologischen Fragen beschäftigen und die Überquerung des Eisschilds, die von der Danmark-Expedition zwar geplant, aber durch den Tod Mylius-Erichsens nicht mehr ausgeführt worden war, doch noch in Angriff zu nehmen. Außerdem sollte der Überquerung Grönlands eine Überwinterung inmitten des Inlandeises vorangehen. Dazu wurde das Königin-Louise-Land ausgewählt, das sich bis zu 1000 m über das umgebende Eis erhebt. Koch entschloss sich, für den Transport der 20 Tonnen schweren Ausrüstung 16 Islandpferde einzusetzen, da ein Großteil des 150 km weiten Weges zum Winterquartier über schneefreies Gebiet führte, was die Nutzung von Hundeschlitten ausschloss. Um Erfahrung im Führen der Packpferde über unwegsames Gelände und Gletscher zu sammeln, wurde die zweite Junihälfte 1912 genutzt, um Island von Akureyri im Norden zum Breiðamerkurjökull im Süden zu überqueren und auf demselben Weg wieder nach Akureyri zurückzukehren, wo bereits das Transportschiff Godthaab wartete.
Am 22. Juli gingen Koch, Wegener, der Isländer Vigfús Sigurðsson (1875–1950) und der dänische Matrose Lars Larsen (1886–1978) am Sturmkap, wenige Kilometer nordwestlich von Danmarkshavn an Land. Die Expedition trennte sich nun, Koch und Larsen transportierten die Fracht mit dem Motorboot landeinwärts, Wegener und Sigurðsson drangen mit den Pferden auf dem Landweg nach Westen vor. Von Beginn an waren die Männer mit erheblichen Problemen konfrontiert. So fiel der Bootsmotor immer wieder aus, und die an Land gebrachten Pferde flohen und konnten nicht alle wieder eingefangen werden. Es gelang, das Gepäck bis zum 1. September nach Kap Stop zu schaffen, dann gab das Motorboot endgültig auf, und die Expedition saß am Ufer des Borgfjords fest, der gerade zuzufrieren begann. Erst nach drei Wochen konnte der Weg fortgesetzt und der Aufstieg aufs Inlandeis begonnen werden. Am 30. September kalbte der Aufstiegsgletscher in unmittelbarer Nähe des Expeditionslagers. Wenige Tage später musste Koch einsehen, dass Königin-Louise-Land aufgrund der eingetretenen Verzögerungen nicht mehr vor dem Winter erreicht werden konnte. Die Expedition errichtete ihr Winterhaus auf einem Rücken des Borg-Gletschers, 15 km vor dem ursprünglichen Ziel. Zügig wurden die meteorologische Station aufgebaut und die glaziologischen Untersuchungen, insbesondere Temperaturmessungen in Eisbohrlöchern, begonnen. Unglücklicherweise stürzte Koch am 5. November acht Meter tief in eine unter Schnee verborgene Gletscherspalte und brach sich einen Unterschenkelknochen. Nachdem der Bruch verheilt war, erforschte die Expedition vom 4. März bis 14. April Königin-Louise-Land, wobei Vorratslager für die bevorstehende Überquerung des Eisschilds angelegt wurden. Am 20. April gaben die Männer das Winterlager auf und machten sich mit noch fünf Pferden und fünf Schlitten auf den entbehrungsreichen Weg. Am 13. Juni erreichten sie mit nur noch einem Pferd ihren mit 2935 Metern höchsten Punkt. Das Ende der Reise war ein dramatischer Kampf gegen Hunger und Erschöpfung. Am 15. Juli begegneten die völlig entkräfteten Männer dem Pastor von Upernavik, der ihnen mit dem Boot entgegengekommen war.
Schon 1913 veröffentlichte Koch den populären Reisebericht Gennem den hvide ørken, der nach dem Ersten Weltkrieg auch in der von Wegener besorgten deutschen Ausgabe Durch die weiße Wüste erschien.

### Späte Jahre
Im Ersten Weltkrieg war Koch von 1915 bis 1917 Stabschef der 1. Division des dänischen Heeres. 1917 erwarb er den Militärflugschein und wurde am 18. Oktober im Range eines Oberstleutnants Leiter des Heeresflugdienstes und der Fliegerschule. 1923 wurde Koch zum Oberst befördert.
Koch blieb der Arktisforschung verbunden. Er war Mitglied des wissenschaftlichen Komitees der Thule-Expeditionen und plante, die gemeinsamen Inlandeisuntersuchungen mit Wegener auf einer Überwinterungsstation im zentralen Firngebiet zum Abschluss zu bringen. Sein früher Tod führte dazu, dass Wegener dieses Vorhaben 1930 allein in die Tat umsetzte.

## Familiäres
Johan Peter Koch war zweimal verheiratet. Seine 1897 mit Agnete Koch (1871–1920) geschlossene Ehe wurde geschieden. 1909 heiratete er Marie Christensen (1874–1949). Der Grönlandforscher Lauge Koch bezeichnete Johan Peter Koch häufig als seinen Onkel. In Wahrheit war er ein Cousin zweiten Grades von Lauge Kochs Vater.

## Ehrungen
Johan Peter Koch wurde für seine Forschungsarbeit mehrfach geehrt. Nach der Danmark-Expedition wurde ihm 1908 die dänische Verdienstmedaille verliehen, nach der Grönlanddurchquerung 1913 die Carl-Ritter-Medaille der Gesellschaft für Erdkunde zu Berlin. 1927 wurde er Kommandeur zweiter Klasse des Dannebrog-Ordens. Die Schwedische Gesellschaft für Anthropologie und Geographie ehrte ihn mit der Vega-Medaille.
In Grönland sind mehrere geographische Objekte nach Koch benannt, z. B. der J.-P.-Koch-Fjord zwischen Freuchenland und Pearyland, der 909 m hohe Berg J. P. Koch Fjeld und das Kap J. P. Koch in Pearyland.

## Werke
- Fra Generalstabens topografiske Afdelings Virksomhed paa Island. Kortlægningen af Skeidarársandur og Øræfajökul i Sommeren 1904. In: Geografisk Tidsskrift. Band 18, 1905–1906, S. 1–14.
- Danmark-Ekspeditionens Kort. In: Geografisk Tidsskrift. Band 21, 1911–1912, S. 167–177.
- Foreløbig Beretning om de vigtigste glaciologiske Iagttagelser paa den danske Forskningsrejse tværs over Nordgrønland 1912-13 (PDF; 7,94 MB). In: Meddelelser fra Dansk Geologisk Forening. Bd. 4, Nr. 4, 1915, S. 311–360.
- mit Alfred Wegener: Die glaciologischen Beobachtungen der Danmark-Expedition.  In: Meddelelser om Grønland Bd. 46, 1917, S. 1–77.
- Survey of Northeast Greenland.  In: Meddelelser om Grønland. Bd. 46, 1917, S. 78–468.
- Gennem den hvide ørken. Den danske forskningsrejse tvaersover Nordgrønland 1912–13, 1913 (deutsche Ausgabe: Durch die weiße Wüste. Die dänische Forschungsreise quer durch Nordgrönland, 1912–13, 1919).
- mit Alfred Wegener: Wissenschaftliche Ergebnisse der Dänischen Expedition nach Dronning Louises-Land und quer über das Inlandeis von Nordgrönland, 1912–13 (= Meddelelser om Grønland. Bd. 75, Nr. 1 und 2, 1930).